# Nyfikenhet och förundran
Nyfikenhet och förundran: så formades en vetenskapsman (engelsk originaltitel: An Appetite for Wonder: The Making of a Scientist) är den första volymen av en självbiografi publicerad av den brittiske evolutionsbiologen Richard Dawkins. Boken utgavs 2013 och omfattar Dawkins barndom och ungdom fram tills skrivandet av Den själviska genen. En andra volym, Kampen mot illusionerna, omfattar den återstående delen av Dawkins liv.